# Ianisera trepidus
Ianisera trepidus là một loài chân đều trong họ Janiridae. Loài này được Kensley miêu tả khoa học năm 1976.